# Syllis belmontensis
Syllis belmontensis — вид багатощетинкових червів родини Syllidae. Описаний у 2023 році.

## Поширення
Вид трапляється біля островів Сан-Педру-і-Сан-Паулу в центральній частині Атлантичного океану. Острови належать Бразилії.